# Списак епизода серије Ред и закон: УК

Ред и закон: УК је британска полицијско-процедурални правни телевизијски програм, прилагођен из америчке серије Ред и закон. Програм финансирају продуцентске куће "Kudos Film and Television", "Wolf Films" и "Universal Media Studios". Главни сценариста Крис Чинбал поставио је праксу прилагођавања епизода из америчке серије која се наставила и након што је напустио продукцију. Кроз осам сезона, 53 епизоде су позајмљене из америчке серије од 456 епизода у распону од прве америчке епизоде која је коришћена у 5. сезони серије до епизоде из последње (20.) америчке сезоне која је коришћена у 3. сезони.
Место радње серије се налази у Лондону. Оригиналну глумачку поставу чинили су Бредли Волш, Џејми Бамбер, Харијет Волтер, Бен Данијелс, Фрима Еџимен и Бил Патерсон док су коначну чинили Волш, Бен Бејли Смит, Шерон Смол, Доминик Роуан, Џорџија Тејлор и Питер Дејвисон. Пол Николс и Патерсон Џозеф су такође били у главној постави.
Серија је премијерно приказана широм света на ИТВ-у у четвртак 23. фебруара 2009. Од 11. јуна 2014. укупно су приказане 53 епизоде широм света. На међународном нивоу, програм се емитује у серијама од тринаест епизода, међутим, у Британији се свака серија од тринаест епизода емитује у две половине – једна садржи седам епизода, а друга преосталих шест. Ово је довело до тога да се неколико епизода емитовало у страним земљама неколико месеци пре њиховог британског емитовања. Серија је премијерно приказана у Америци на ББЦ Америка 3. октобра 2010.
У јуну 2014. емитер ИТВ и продуцент "Kudos" објавили су заједничко саопштење за јавност у којем су најавили да ће 5. сезона бити „последња која ће се емитовати у догледној будућности“. Игром случаја, последња епизода је емитована недељу дана касније пошто је била одложена од планираног емитовања 30. априла због заплета који је укључивао догађаје који се сматрају превише сличним убиству учитељице Ен Мегвајер 28. априла.
Серија Ред и закон: УК броји 5 сезона и 53 епизоде.

## Преглед
| Series | Series | Episodes | Originally aired (UK) | Originally aired (UK) |
| Series | Series | Episodes | Series premiere       | Series finale         |
| ------ | ------ | -------- | --------------------- | --------------------- |
|        | 1      | 13       | 23. фебруар 2009.     | 3. септембар 2009.    |
|        | 2      | 13       | 9. септембар 2010.    | 9. децембар 2010.     |
|        | 3      | 13       | 11. јул 2011.         | 9. новембар 2011.     |
|        | 4      | 6        | 14. јул 2013.         | 18. август 2013.      |
|        | 5      | 8        | 12. март 2014.        | 11. јун 2014.         |

## Епизоде

### 1. сезона (2009)
Бредли Волш, Џејми Бамбер, Харијет Волтер, Бен Данијелс, Фрима Еџимен и Бил Патерсон су ушли у главну поставу.
| Бр. еп. у серији | Бр. еп. у сезони | Наслов                   | Редитељ             | Сценариста                   | Премијерно емитовање | Бр. гледалаца (у милионима) |
| ---------------- | ---------------- | ------------------------ | ------------------- | ---------------------------- | -------------------- | --------------------------- |
| 1                | 1                | "Нега"                   | Омар Мада           | Крис Чибнал                  | 23. фебруар 2009.    | 6.96                        |
| 2                | 2                | "Неузвраћена љубав"      | Енди Годард         | Тери Кафола                  | 2. март 2009.        | 6.24                        |
| 3                | 3                | "Пороци"                 | Омар Мада           | Крис Чибнал                  | 9. март 2009.        | 6.61                        |
| 4                | 4                | "Несигурност"            | Енди Годард         | Крис Чибнал                  | 16. март 2009.       | 6.24                        |
| 5                | 5                | "Закопан"                | Марк Еверест        | Кетрин Трегена               | 23. март 2009.       | 6.69                        |
| 6                | 6                | "Рај"                    | Тристрам Пауел      | Крис Чибнал                  | 30. март 2009.       | 5.87                        |
| 7                | 7                | "Алеша"                  | Марк Еверест        | Кетрин Трегена               | 6. април 2009.       | 6.02                        |
| 8                | 8                | "Самарићанин"            | Енди Годард         | Крис Чибнал                  | 30. јул 2009.        | 6.51                        |
| 9                | 9                | "Скривен"                | Џулијан Холмс       | Емилија ди Гироламо          | 6. август 2009.      | 6.53                        |
| 10               | 10               | "Друштвено-користан рад" | Кен Грив            | Кетрин Трегена               | 13. август 2009.     | 6.07                        |
| 11               | 11               | "Жртва"                  | Роберт Дел Мааестро | Тери Кафола и Нејтан Кокерил | 20. август 2009.     | 6.06                        |
| 12               | 12               | "Волети па изгубити"     | Марк Еверест        | Тери Кафола                  | 27. август 2009.     | 6.34                        |
| 13               | 13               | "Обавеза части"          | Енди Годард         | Крис Чибнал                  | 3. септембар 2009.   | 6.28                        |

### 2. сезона (2010)
Бен Данијелс и Бил Патерсон су напустили серију на крају сезоне.
| Бр. еп. у серији | Бр. еп. у сезони | Наслов         | Редитељ            | Сценариста          | Премијерно емитовање | Бр. гледалаца (у милионима) |
| ---------------- | ---------------- | -------------- | ------------------ | ------------------- | -------------------- | --------------------------- |
| 14               | 1                | "Слом"         | Енди Годард        | Емилија Ди Гироламо | 9. септембар 2010.   | 5.27                        |
| 15               | 2                | "Прогон"       | Џулијан Холмс      | Кетрин Трегена      | 16. септембар 2010.  | 4.42                        |
| 16               | 3                | "Одбрана"      | Марк Еверест       | Деби О’Мали         | 23. септембар 2010.  | 4.83                        |
| 17               | 4                | "Исповест"     | Џејмс Стронг       | Таро Кафола         | 30. септембар 2010.  | 3.75                        |
| 18               | 5                | "Преживели"    | Енди Годард        | Емилија ди Гироламо | 7. октобар 2010.     | 4.82                        |
| 19               | 6                | "Покољ"        | Хети Макдоналд     | Ричард Стоукс       | 14. октобар 2010.    | 4.90                        |
| 20               | 7                | "Анониман"     | Марк Еверест       | Деби О’Мали         | 21. октобар 2010.    | 5.05                        |
| 21               | 8                | "Препознавање" | Ендо Годард        | Емилија ди Гироламо | 4. новембар 2010.    | 4.35                        |
| 22               | 9                | "Порицање"     | Роберт Дел Маестро | Кетрин Трегена      | 11. новембар 2010.   | 4.71                        |
| 23               | 10               | "Трешење"      | Пол Вилмсхрст      | Емилија ди Гироламо | 18. новембар 2010.   | 4.69                        |
| 24               | 11               | "Дужност неге" | Џулијан Холмс      | Деби О’Мали         | 25. новембар 2010.   | 4.37                        |
| 25               | 12               | "Помоћ"        | Џејмс Стронг       | Тери Кафола         | 2. децембар 2010.    | 5.70                        |
| 26               | 13               | "Костури"      | Енди Годард        | Кетрин Трегена      | 9. децембар 2010.    | 4.71                        |

### 3. сезона (2011)
- Доминик Роуан и Питер Дејвисон су се придружили главној постави на почетку сезоне.
- Џејми Бамбер је напустио серију након епизоде "Нагодба (1. део)".
- Пол Николс се придружио главној постави у епизоди "Кривица преживелог (2. део)".
- Харијет Волтер и Фрима Еџимен су напустили главну поставу односно серију на крају сезоне.

| Бр. у серији | Бр. у сезони | Наслов                        | Редитељ       | Сценариста          | Премијерно емитовање | Бр. гледалаца (у милионима) |
| --- | ------------ | ----------------------------- | ------------- | ------------------- | -------------------- | --------------------------- |
| 27 | 1            | "Погрешан човек"              | Марисол Адлер | Деби О'Мали         | 10. јул 2011.        | 6.77                        |
| 18-годишња Сузан Мортон умире у непознатим околностима на ужурбаном болничком одељењу, а њен отац позива Брукса и Девлина у помоћ да открије шта је узрок њене смрти. Они откривају да је хитна медицинска помоћ у којој је била лечена имала три такве преране смрти у року од шест месеци и да је њена смрт можда била узрокована реакцијом између лекова које је добила и лекова које је узимала у то време. Брукс и Девлин сумњају на др. Гранта за којег се знало да ју је лечио те вечери. Ствари су се, међутим, усложиле када се открило да је половина њених медицинских белешки нестала, извештај о дотичној ноћи је лажиран, а осумњичена је купила карту у једном правцу за Белгију. Брукс и Девлин сустижу свог осумњиченог и разоткривају мрежу лажи, међу којима су и кироподиста који се представљао као лекар, сестра на пријемном одељењу којој је плаћено да ћути и угледни лекар који је раније био алкохоличар, а тренутно је три године тајно завистан од кодина. Виши краљевски тужилац Џејк Торн мора да одлучи кога да кривично гони да би добио правду за Сузанину смрт. |              |                               |               |                     |                      |                             |
| 28 | 2            | "Сигуран"                     | Џулијан Холмс | Емилија ди Гироламо | 17. јул 2011.        | 5.43                        |
| Када је Кајла Старк пријавила да је њен двогодишњи син Рајан одведен са рингишпила, Брукс и Девлин сумњају да је њен бивши дечко који је и отац детета можда одговоран. Међутим, након прегледа снимака камера, пар открива да дете никада није било на рингишпилу и да су колица која је Кајла гурала у том тренутку била празна. Сумња се затим окреће ка Кајлином тренутном дечку, а када је дечак пронађен мртав у вентилационом отвору у његовом стану, Брукс и Девлин верују да имају кривца. Међутим, без икаквих доказа који би доказали да ли су Кајла или њен дечко убили Рајана, Торн и Филипсова морају да одлуче кога ће кривично гонити. |              |                               |               |                     |                      |                             |
| 29 | 3            | "Заљубљеност"                 | Мет Кинг      | Николас Хикс-Бич    | 24. јул 2011.        | 5.31                        |
| Чехиња Катарина Чизик која је радила као пословна пратња пронађена је избодена на смрт у својој хотелској соби, а Брукс и Девлин одмах сумњају на случај уцене јер је у ноћном ормарићу жене пронађено 4.000 фунти и евиденција уплата. Сумња пада на портира хотела који је баш у то време био ван зграде - али тајна веза између уваженог практиканта и пратње излази на видело и убрзо наводи Торна и Филипсову да верују да је љубоморна практикантова жена спремна да подметне свом мужу пошто су његови састанци са пословном пратњом довели до тога да се њен син роди са оштећењем мозга узрокованим полно преносивом болешћу коју је муж добио од пратње, а онда пренео својој жени. |              |                               |               |                     |                      |                             |
| 30 | 4            | "Тик так"                     | Марк Еверест  | Ричард Стоукс       | 31. јул 2011.        | 4.93                        |
| Док истражују убиство двојице недужних пролазника у месном ноћном клубу, Бруксова и Девлинова ноћ постаје све гора када су схватили да им је у рукама могуће талачко стање. Затим су позвани на поприште трећег убиствоа, убиста месног службеника без дозволе кога је убио пар са пластичним маскама. Када је пронађено четврто тело - тело власника ноћног клуба - сумња пада на психијатријски неуравнотеженог бившег борца рата у Ираку Ендија Бишопа - и када је екипа коначно ухватила Ендија, ствари су кренуле низбрдо када га је упуцала његова девојка. Када је случај доспео на суд, суд мора да одлучи: да ли је она била ужаснута жртва која је убила свог насилника или вољна саучесница у злочинима? |              |                               |               |                     |                      |                             |
| 31 | 5            | "Намера"                      | Џулијан Холмс | Деби О'Мали         | 7. август 2011.      | 4.88                        |
| Домаћица долази на посао и проналази своје послодавце мртве, а Брукс и Девлин започињу истрагу о убиству Дејвида и Елејн Лернер који су се уселили у кућу шест месеци раније и учинили је као дом из снова када су отишли у пензију. Како се боре да пронађу побуду за убиство, њихова истрага убрзо се окреће претходним власницима куће, бившим супружницима Камили Малон и Лукасу Бојду пошто су открили да су они били део велике преваре са фондовима пре неколико година. Када је снимак камере доказао да је Бојд био у том крају у време убиства, они откривају да се његови отисци прстију поклапају са оним пронађеним у Елејниној крви. Бојд је пијан за воланом ударио возилом док је скретао у кривину, ударио главом и грешком ушао своју стару кућу - и свирепо избо Лернерове. Торн и Филипсова траже оптужбу за убиство док су суочени са Џејковом старом менторком Маргарет Рамсфилд која тврди да би оптужени требало да се суочи само са оптужбама за убиство из нехата. |              |                               |               |                     |                      |                             |
| 32 | 6            | "Нагодба (1. део)"            | Енди Годард   | Емилија ди Гироламо | 14. август 2011.     | 4.86                        |
| Мајка једног детета Лиа Браун пронађена је упуцана у свом кревету, а сумња одмах пада на њеног дечка који се бори са МС-ом и мора да узима медицински канабис да помогне његовом стању. Међутим, када се открило да је метак испаљен са више од 100 метара удаљености, под сумњу за убиство пада Кејден Блејк, тринаестогодишњи син познатог зависника. Он тврди да му је речено да убије свогдруга Чејса Вејда и да је када је први пут пуцао промашио Чејса и да је метак одлетео кроз ваздух у Лиин стан и убио је. Када се открило да је био по упутствима Марка Елиса, дугогодишњег злочинца и познатог растурача дроге којег полиција раније није успела да приведе правди, а Џејк и Алеша нуде Кејдену смањену казну како би Елиса привели правди. Убрзо се испоставило да је Кејденова мајка и зависница од крека продала сина Елису у замену за бесплатну дрогу и да је Елис мучио дечака и терао га да обавља незаконите послове. Елис је убрзо изведен на суд и проглашен кривим за незаконито затварање, поседовање дроге класе А и ГБХ. Кејден такође добија казну у установи за младог преступника, али када је пуштен са суда, налази се на линији ватре наоружаног човека који вози џип. Девлин успева да уочи нападача и у покушају да спасе Кејдена прима метак. |              |                               |               |                     |                      |                             |
| 33 | 7            | "Кривица преживелог (2. део)" | Енди Годард   | Емилија ди Гироламо | 28. септембар 2011.  | 5.14                        |
| ДН Сем Кејси добија задатак да истражи смрт Мета Девлина, али Рони, узнемирен због губитка свог најбољег пријатеља и ортака, почиње да дозвољава својим осећањима да ометају истрагу. Кејси је одмах посумњао у једног од саучесника Марка Елиса. Елис, међутим, пориче сваку умешаност и случај води до пубертетлије Џамала Кларксона чији је брат Киран убијен 2003. пошто је упуцан у главу. Полиција је заташкала случај и означила га као самоубиство, али Џамал и његова породица верују да су били изложени уставном расизму. Џамал признаје Ронију да је знао да је Марк Елис Киранов убица и да је отишао на суд да убије Елиса, али је закаснио и уместо тога је убио Мета као чин освете полицији. Џејк и Алеша морају да пронађу начин да кривично гоне Џамала за убиство. |              |                               |               |                     |                      |                             |
| 34 | 8            | "Отпорност"                   | Џејмс Стронг  | Николас Хикс-Бич    | 5. октобар 2011.     | 5.24                        |
| Оружана пљачка у ресторану брзе хране доводи Ронија и Сема до Френка Донована, осуђеног злочинца за кога се верује да је саучесник у пљачки. Донован открива да су он и његов бивши цимер из ћелије Џејми Харпер опљачкали ресторан пошто су направили коцкарски дуг - и да су пошто су им се покварила кола за бекство, усред Харперовог убиства невиног пролазника, отели невиног човека Мајкла Кумбса и наредили му да их извуче. Кумбс, отац двоје деце који пати од тешке астме, није нигде пронађен - а Донован наваљује да му се за податке о томе где се налази да отпорност против кривичног гоњења за убиство недужног посматрача и да му се уместо тога суди за убиство из нехата. Џејк и Алеша пристају на договор, међутим, Донованови подаци доводе до Кумбсовог леша и тако схватају да су преварени јер је Донован знао да је Кумбс већ мртав. На суду Џејк покушава да поништи споразум о отпорности што наилази на неке критике Донованове заступнице Миријам Пескаторе. Међутим, случај се убрзо окреће у његову корист када је Донованов саучесник Џејми Харпер пронађен мртав и закопан у шуми. Џејк се слаже да споразум о отпорности остане на снази, али стога, изјављује да осим оптужбе за убиство из нехата, Доновану треба судити и за Харперову смрт јер је посебан догађај. |              |                               |               |                     |                      |                             |
| 35 | 9            | "Духови прошлости"            | Мет Кинг      | Сузи Смит           | 12. октобар 2011.    | 5.32                        |
| Рони и Сем су позвани да посете злочинца Џимија О'Дохертија који је на самрти пошто су га ударила кола пошто је починио крађу. На самртној постељи признаје убиство Аманде Бенет, случај који је Рони истражио и закључио пре више од 14 година. У то време, Рони је био убеђен да је Амандин отац Сајмон починио убиство пошто је њена крв пронађена на његовој одећи, а пљувачка на њеној руци. Истрага доводи до Дохертијевог најбољег пријатеља Рикија Фелпса, а након неке истраге Рони и Сем верују да су пронашли правог човека пошто три сведока признају да је Рики тврдио да је убио Аманду. Нови ДНК докази такође стављају Рикија у везу са тим - али када је случај доспео на суд, Ронијеве побуде за проналажење Рикија долазе под знак питања када је одбрана истакла да је био алкохоличар током првобитне истраге. |              |                               |               |                     |                      |                             |
| 36 | 10           | "Испитивање"                  | Дејвид О'Нил  | Николас Хикс-Бич    | 19. октобар 2011.    | 5.07                        |
| Пензионисаног домара убија писмо-бомба, а Рони и Сем сумњају да је можда убијен зато што је био Јевреј. Траг води до злочинца који је био одговоран за неколико сличних убистава 70-их који обавештава полицију да је бомба можда направљена помоћу водича анархисте. Док истражују домара на претходном радном месту Универзитету "Тејмсајд" откривају да је отпуштен након лажних навода да је крао лекове са психијатријске лабораторије. Откривају да се студент који ради у универзитету Сајмон Велс недавно распитивао код других студената о томе како да направе оружје користећи живу - међутим, пошто је ухапшен, његово кратко изјашњавање умањило је одговорност због неурачунљивости. Џејк и Алеша откривају да је Велс убио домара пошто је сазнао да је крао дрогу и уцењивао га. Велс је открио да је одлучио да направи бомбу пошто се вратило психичко стање од ког је неко време патио. Пре него што су подигли оптужбу против Велса, међутим, екипа открива да је његов лекар, угледни лекар из Мерилебона, можда одговоран за његово стање пошто није успео да настави исправан ток лечења у корист новца од фармацеутског друштва. Пошто се открило да Сајмон није луд и да, у ствари, пати од тумора на мозгу, његовог лекара стављају на оптуженичку клупу за убиство из нехата. |              |                               |               |                     |                      |                             |
| 37 | 11           | "Постројавање"                | M. T. Адлер   | Емилија ди Гироламо | 26. октобар 2011.    | 5.26                        |
| Рони и Сем постају забринути када су упозорени на снимак силоване и упуцане пубертетлијке који се као епидемија шири већ три недеље. Они откривају да је жртва Ана Русо веровала да иде на журку да се дружи са неким од својих пријатеља, али је по доласку затекла три момка који су чекали да имају секс са њом. Откривају да је Аннин дечко Дени био сведок догађаја и да је позвао полицију са оближње телефонске говорнице. Убрзо су повезали силовање са три младића преко Денијевих доказа, ДНК и видео снимка. Међутим, када је случај до само да један призна кривицу како би се осудила сва тројица оптужених - и када је сведочио, Дени доноси одлуку која ће му променити живот и која би могла да донесе одлуку у Алешину корист. |              |                               |               |                     |                      |                             |
| 38 | 12           | "Од зоре до мрака"            | Марк Еверест  | Ричард Стоукс       | 2. новембар 2011.    | 5.15                        |
| Рони и Сем су позвани на лице места где је човек пронађен мртав у својим колима Одмах откривају да није био сам и убрзо успевају да уђу у траг његовој пријатељици. Док су био у потрази за НН лицем, детективи убрзо постају затрпани када се случај човека који се потукао са својим братом претворио у оптужбу за убиство. Док су саслушавали осумњиченог за убиство покојника, они откривају да је дотични осумњичени Роналд Хекстор био примећен како прати једну покојникову колегиницу неколико недеља раније. Да ствари буду још горе, он је на саслушању одбио да каже где је био дотичне ноћи. Кад су хтели да оптуже Хекстора, детективи су открили да оружје којим је убијена жртва није оружје пронађено код Хекстора па случај остаје без трагова. Уз сате и сате снимака камера, детективи постају пребукирани, а случај човека који се посвађао са братом прераста у убиство. Иако имају два случаја која треба решити, још један случај креће у рад када је оптужени на суђењу оптужио Сема да га је застрашивао током саслушања. |              |                               |               |                     |                      |                             |
| 39 | 13           | "Пукотине"                    | Џејмс Стронг  | Емилија ди Гироламо | 9. новембар 2011.    | 5.09                        |
| Рони и Сем истражују када је истражитељка места злочина Кели Махон пронађена избодена на смрт у свом стану. Све линије истраге почињу да воде у ћорсокак све док њена колегиница Луси Кенард није рекла да ју је испред њеног стана напао бесан таксиста. Убрзо се открива да је таксиста био у вези са Кели, а када су форензички докази показали да је пронађена Келина крв на његовим патикама, Рони верује да имају правог човека. Међутим, како ствари изгледају исечене и осушене, Сем постај уплетен у сексуални однос са Луси. Док истражују садржај Келине украдене торбе, они откривају да је у време убода имала поклон картицу Ен Самерс вредну 100 фунти. Сем убрзо открива да је картица коришћена једном у последњих месец дана за куповину црвене спаваћице величине 10, међутим, у Келином стану није пронађен никакав траг спаваћице. Како је њихов однос постао све дубљи, Сем се запрепастио и ужаснуо када је открио спаваћицу у Лусином купатилу. Џејк и Алеша убрзо откривају да је Луси можда била Келин убица - и да су форензичке доказе пронађене код таксисте можда тамо подметнули Келини пријатељи да би га намерно умешали. Како се низ мушкараца од којих је Луси изнуђивала новац појавио, Џејк и Алеша верују да имају довољно доказа за кривично гоњење. Међутим, док им Семова сексуална умешаност виси преко рамена, случај прети да пропадне пошто је Луси оптужила судију да ју је подмитио пуштањем на слободу у замену за сексуалне активности. |              |                               |               |                     |                      |                             |

### 4. сезона (2013)
- Патерсон Џозеф и Џорџија Тејлор су се придружили главној постави на почетку сезоне.
- Пол Николс је напустио серију на крају сезоне.

| Бр. еп. у серији | Бр. еп. у сезони | Наслов                 | Редитељ       | Сценариста          | Премијерно емитовање | Бр. гледалаца (у милионима) |
| --- | ---------------- | ---------------------- | ------------- | ------------------- | -------------------- | --------------------------- |
| 40 | 1                | "Шине (1. део)"        | Мет Кинг      | Емилија ди Гироламо | 14. јул 2013.        | 5.32                        |
| Кола остављена на пружном прелазу су изазвала катастрофалну железничку несрећу у којој је изгинуло петнаесторо људи, а возач кола није пронађен. ДН Сем Кејси се бори да се избори са тим пошто није успео да спасе дечака на месту несреће. Ово приморава ДН Ронија Брукса и недавно унапређеног Веса Лејтона, његовог старог колегу који мења ДИ Натали Чендлер, да га помно држе на оку. У почетку полиција сумња на власника кола, непријатног Мајкла Гениса, али сазнају да су кола украдена и да је прави возач Фин Тајлер намеравао да се убије изласком на шине, али се предомислио у последњем тренутку. Џејк Торн жели да га кривично гони за убиство, али Тајлерова заступница Кејт Баркер износи случај умањене одговорности због самоубилачке намере. На суђењу Кејт показује Тајлерсову рањивост и психичку болест суду и порота се слаже. Тајлер није проглашен кривим за убиство, али јесте кривим за убиство из нехата због умањене одговорности. У међувремену, Џејков шеф, директор КТС-а Хенри Шарп, доноси још једно изненађење главном тужиоцу у виду Кејт као његове нове млађе помоћнице. Али пре него што је Џејк стигао да протестује, Кејт се извинила да би проверила Тајлера. Међутим, Тајлер је у притвору пронађен мртав и сумња пада на његовог последњег познатог посетиоца ДН Сема Кејсија. |                  |                        |               |                     |                      |                             |
| 41 | 2                | "Подрхтавање (2. део)" | Мет Кинг      | Емилија ди Гироламо | 21. јул 2013.        | 4.91                        |
| Након претходне епизоде у којој је показано да је он последња особа која је очигледно видела Фина Тајлера живог, ДН Сем Кејси је удаљен са дужности до затварања истраге. Уверен у Семову невиност, Рони ради неке истраге на своју руку, а инспектор Вес Лејтон се бави истрагом. Откривање да је снимак Тајлеровог убиства у ћелији нестао га заузврат наводи да открије пакт који су склопиле ожалошћене родбине жртава из воза и прави убица. У међувремену, по први пут се приказује један дан у животу у Великој Британији. Џејк и Кејт се свађају око моралности кривичног гоњења психички болесног човека као што је Тајлер и заиста око већине ствари, али проглашавају примирје због поквареног апарата за кафу и после неколико пића Џејк се отвара новој сарадници о смрти своје мајке. Рони се састаје са својом отуђеном ћерком Емом. Током удаљавања са дужности, Сем проводи дан са својим сином Беном, на негодовање своје бивше жене. Све то даје нови увид у животе јунака ван дужности. |                  |                        |               |                     |                      |                             |
| 42 | 3                | "Очинство"             | Џил Робертсон | Николас Хикс-Бич    | 28. јул 2013.        | 4.90                        |
| Мајкл Трент је пронађен убијен у својој хотелској соби, а новац који је имао код себе је нестао. Не само да је имао посла са опасном браћом Копецки већ је рекао својој девојци Беки Брајсон да је полицајац на тајном задатку, а заправо је био продавац кола Гери Тали. Полиција сазнаје да је упркос свом скривеном богатству дуговао неколико хиљада фунти за издржавање деце Линдзи Донован, мајци свог сина Џоа који болује од леукемије и избегавао је испитивање на коштану срж. Сумња пада на Талијевог бившег таста и Линдзиног оца Филипа Донована који је скривао део украденог новца и оптужен је за убиство, али његова заступнтица Елинор Флинт се изјашњава на самоодбрану јер Филип тврди да је Тали потегао пиштољ на њега. Међутим, полицијско саслушање Филиповог сарадника указује да су и он и Линдзи планирали да убију жртву. Кејт саосећа са породичним стањем, али Џејк једноставно жели осуду. |                  |                        |               |                     |                      |                             |
| 43 | 4                | "Очинска љубав"        | Џил Робертсон | Ноел Фарагер        | 4. август 2013.      | 4.60                        |
| Кола трговкиње некретнинама Шарлот Ли ппронађена су на Алберт мосту, а два младића су ушла у њих и покушала да га покрену, али их је полиција похапсила јер прича о крађи кола не штима. Како су сумњали да су кола уопште тамо била паркирана, полиција позива Ронија и Сема који сумњају да је Шарлот сада мртва у реци Темзи. Након покретања истраге о несталим особама, тело је касније пронађено у близини места где су пронађена њена кола и идентификовано као Шарлот, а форензички патолог је искључио самоубиство. У почетку је њен бивши муж Ричард Мекграт био осумњичен пошто је полицији речено да је у спору око старатељства над својом и Шарлотином младом ћерком у пубертету Холи, али када је он помоћу покрића искључен, екипа истражује мало ближе кући јер су трагови Шарлотине крви пронађени у њеном дому, стану који је делила са Холи и својим новим дечком Шоном Хартом. Након саслушања њега и Холи, обоје тврде да их је ово друго сексуално узнемиравало. Шон има покриће и признаје да му је Холи рекла да је убила Шарлот у нападу љубоморе због њега. Она бива ухапшена и суди јој се за убиство рођене мајке, али Рони открива да је Шон такође био у вези са Холином школском другарицом што одбацује случај против оптужене.                                                              |                  |                        |               |                     |                      |                             |
| 44 | 5                | "Смртност"             | Џос Егну      | Николас Хикс-Бич    | 11. август 2013.     | 4.67                        |
| Након провале, слабашна, старија жена пронађена је мртва у свом стану. Рони и Сем у почетку сумњају да је провала пошла по злу, међутим, након дојаве жртвине унуке Кони пажња детектива се усмерава на неговатељицу Сесил која је нестала пошто је украла сат. Полиција проналази код Сесил сат и она је одмах ухапшена, али тврди да је сат био поклон и оптужује Кони да јој је дала отказ јер није послушала њена упутства и изгладњивала Џени. Она своју тврдњу поткрепљује писаним упутствима и детективи откривају да је Кони, вероватно на ивици стечаја, наследила Џенин стан и да је оптужена за убиство. Њен заступник Виџај Прасад тврди да је оптужба нејасна и да је Кони лако могла да угуши своју баку да је хтела. Онда Кони сведочи, наводећи да је њена бака била у великим боловима и да се убила због тога. Главни тужилац Џејк Торн је загризао у зубе када је пороти рекао да је Кони била једини род који је жртва имала и да ју је оставила да умре. Када је Кони испричала своју страну приче била је веома убедљива и изгледа да Џејк неће успети да обезбеди осуђујућу пресуду. |                  |                        |               |                     |                      |                             |
| 45 | 6                | "Зависност"            | Џос Егну      | Џејн Хадсон         | 18. август 2013.     | 4.56                        |
| Хомосексуалац Ричард Питерс пронађен је претучен на смрт испред свог стана, а беба Лео коју је усвојио са својим дечком Гаретом Вилксом је нестала. Рони и Сем покушавају да пронађу особу која је убила Ричарда и одвела његовог усвојеног сина. Леова мајка и бивша зависница Рут Пендл виђена је на камерама како напушта место убиства са човеком за кога је доказано да је Нил Џенкинс, бебин рођени отац. Џенкинс признаје да је гурао Ричарда иако он и Рут поричу убиство и полиција их заједно оптужује. Имају одвојене заступника и свако ово друго оптужује, али Кејт верује да Рут не би требало да буде кривично гоњена и упада у невоље са Џејком због дослуха са Рутином заступницом Лидијом Смитсон јер јој је пружила податке које ће јој помоћи. Рони открива да је Кејтина пристрасност последица стања њене нестале сестре Бет јер је слично стање имала и Рут. На крају је Кејт допустила да јој глава управља срцем у препознавање правог убице након чега Рони има добре вести за њу у вези са њеном сестром. |                  |                        |               |                     |                      |                             |

### 5. сезона (2014)
- Бен Бејли Смит се придружио главној постави на почетку сезоне.
- Патерсон Џозеф је напустио серију након епизоде "Без упозорења".
- Шерон Смол је у главној постави била само у епизоди "Све испочетка".

| Бр. еп. у серији | Бр. еп. у сезони | Наслов          | Редитељ       | Сценариста       | Премијерно емитовање | Бр. гледалаца (у милионима) |
| --- | ---------------- | --------------- | ------------- | ---------------- | -------------------- | --------------------------- |
| 46 | 1                | "Мана"          | Мет Кинг      | Николас Хикс-Бич | 12. март 2014.       | 4.24                        |
| Полицијска потера се завршава када су кола за којима је полиција јурила удари у надолазећи камион, а возач погинуо. Пронађено је још једно мртво тело, без зуба и руку. Рони и његов нови ортак Џо Хокинс истражују смрт. Након испитивања бројних осумњичених, жртва златар Хари Бернштајн има сестру која је у пороти на суђењу Дејлу Хоргану, растурачу дроге и убици којег Рони покушава да ухапси већ годинама. Златарева сестра Ребека примила је братовљеве одсечене руке у кутији са поруком „није крив“. Заступница на суђењу Еленор Ричмонд тврди да је порота обмањена и да сви треба да буду отпуштени. Међутим, суђење се ипак наставити, а о судбини Хоргана одлучује само судија. Међутим, судија на крају проглашава Хоргана невиним уз образложење да тужилаштво није испунило свој терет доказивања. Међутим, Џо успева да убеди сведока, уплашеног младог цртача графита, да открије шта се догодило током Харијевог убиства тако што одлазе на место злочина. Пошто су препознали убицу, Џо и Рони га испитују и он открива да је Хорган организовао убиство. Заузврат, Рони поново хапси Хоргана због завере за убиство и изопачавања тока правде. |                  |                 |               |                  |                      |                             |
| 47 | 2                | "На сигурном"   | Мет Кинг      | Том Гривс        | 19. март 2014.       | 3.88                        |
| Како Рони и Џо истражују смртоносно убадање др. Филипа Гарднера, психијатра са великим бројем случајева насилних адолесцената, њихов први нагон је да испитају младе људе које је лечио. Онда докази указују да је он можда имао прељубу са једном од њих и почињу да сумњају на лекарову жену Алисон. Иако је она у почетку порицала да је убила свог мужа, Алисон мења своју одбрану јер се случај поставља против ње. Наводећи да није била при здравом уму и да је изгубила контролу у тренутку убода, она износи убедљив аргумент. Њен случај је у ствари толико убедљив да Кејт почиње да се пита да ли би Алисон уопште требало да буде суђено за убиство, али Џејк је одлучан у намери да правда испуни. Захваљујући детективском раду у последњем тренутку, екипа је коначно открила истину. |                  |                 |               |                  |                      |                             |
| 48 | 3                | "Биће нереда"   | Мет Кинг      | Ричард Стоукс    | 26. март 2014.       | 4.29                        |
| Рони и Џо наилазе на костур у пртљажнику кола на дну Темзе. Испоставило се да је мртав човек Тејлор Кејн, полицајац црнац који је нестао у време нереда у Брикстону 1985. Узнемирујући докази избијају на видело када су Рони, Џо и Вес почели да постављају питања која би полиција радије заборавила - а Весу неочекивано долази у посету начелник. На суду Џејк преузима случај оптужбе док се Филип Невинс појављује у име оптуженог ДН Дарена Грејдија. Бацају се оптужбе, а суђење излази на насловнице. Вес, Рони и Џо су увучени све дубље и дубље у случај који сам закон види у простору за сведоке. Онда им је Кејнова сестра Ники закуцала на врата. Дошло је време да се изабере страна јер су пријатељства и оданост на испиту, а каријере су стављене на коцку у корист правде. |                  |                 |               |                  |                      |                             |
| 49 | 4                | "Понос"         | Мет Кинг      | Мет Еванс        | 2. април 2014.       | 4.29                        |
| Рони и Џо су у лову на убицу наизглед невиног породичног човека када их је истрага довела до Ронијеве старе шефице, бивше инспекторке Натали Чендлер. Отац бившег детективке инспекторке је 70-огодишњи Еди Стјуарт и он је главни осумњичени. Ронију је тешко да каже Натали да је њен отац оптужен за убиство. Нико не може да разуме зашто би Еди починио такав злочин, а најмање његова рођена ћерка. Џејк и Кејт покушавају да буду саосећајни, али објашњавају да не могу ништа да ураде осим ако Еди не пристане на сарадњу – човек је умро и неко мора да преузме одговорност. Натали убеђује Ронија да мора ићи изнад и даље од дужности како би покушао да пронађе правог убицу – потез који га доводи у невоље са све узрујанијим Весом. Колико далеко је Рони спреман да оде да би помогао својој старојој пријатељици? |                  |                 |               |                  |                      |                             |
| 50 | 5                | "Обичаји"       | Џос Егну      | Џејми Крајтон    | 9. април 2014.       | 4.42                        |
| Када је тело старије жене откривено у подножју добро познатог самоубилачког скока, Рони открива прљаву игру. Покојница Рања Хабиб није имала очигледног разлога да се убије, а прст сумње указује на др. Џафу ел Саједа који је недавно стигао у Велику Британију да је посети. Рони се пита да ли можда постоји терористичка веза, али без доказа пажња се окреће Рањиној породици - њеном сину Тарику и снаји Сафији. Чак и пошто су детективи добили признање за Рањино убиство, Џо је збуњен у погледу побуде и изгледа да је цела ствар обавијена завером ћутања. Онда када је потресно откриће изашло на видело, Џо и Кејт удружују снаге. Због тог потеза је Кејт спремна да угрози целу своју каријеру јер оставља Џејка да сам води случај. |                  |                 |               |                  |                      |                             |
| 51 | 6                | "Лоша веза"     | Џос Егну      | Луиз Ајронсајд   | 16. април 2014.      | 4.51                        |
| Крвљу умрљана хотелска соба и украдена кредитна картица одводе Ронија и Џоа до Чарлса Хатона, богатог припадника вишег сталежа који обожава своју жену Камил и ћерку Џорџију. Тешко је разазнати какав је злочин почињен, али Рони и Џо имају довољно доказа који указују да се Џорџија породила у хотелској соби. Нема ни трага детету и показало се да је тешко за Џејка и Кејт да покрену тужбу против Џорџије и њеног дечка. Да ствар буде још гора, испоставило се да је бранилац Џејков стари противник Мејтленд Косби. Док се докази против младог пара скупљају, питање је колико далеко је Џорџијин отац спреман да иде да би је заштитио? |                  |                 |               |                  |                      |                             |
| 52 | 7                | "Без упозорења" | Џил Робертсон | Ноел Фарагер     | 23. април 2014.      | 3.97                        |
| Када је у таласу пуцњаве настрадао и Вес, Рони и Џо имају мало времена за жалост - морају да ухвате убицу пре него што он или она пређу на следећу особу на списку за убиство. Изгледа да је следећа вероватна жртва шеф тужилаштва Хенри Шарп, али постепено постаје јасна веза између свих мета. Веза је Марк Глендон који је био у затвору пошто је четири године раније осуђен за убиство своје супруге. Иако је Глендон и даље у притвору, његов случај је поново отворен за поновно суђење. Полиција се суочава са тешком борбом да пронађе трагове који би повезали Глендона са убиствима. С обзиром да је ново суђење већ у току, трка је са временом у хватању убице пре него што порота донесе своју пресуду. |                  |                 |               |                  |                      |                             |
| 53 | 8                | "Све испочетка" | Џил Робертсон | Ричард Стоукс    | 11. јун 2014.        | 3.83                        |
| Још увек потресени од потресне смрти једног свог, Рони и Џо имају нови случај којим треба да се позабаве када је невина млада мајка избодена на смрт на прометној лондонској пијаци. Под притиском са свих страна да реше случај и учине да се Лондонци поново осећају безбедно, Рони и Џо се боре да прикупе довољно доказа да оптуже младића за кога верују да је одговоран - Бобија Вашингтона. Када је Боби ненамерно признао све Ронију, они мисле да су га ухватили - али пошто Бобијево признање нико други није потврдио, и Ронијева искреност и његова будућност као детектива су под сумњом. |                  |                 |               |                  |                      |                             |